# Szarłat wyniosły

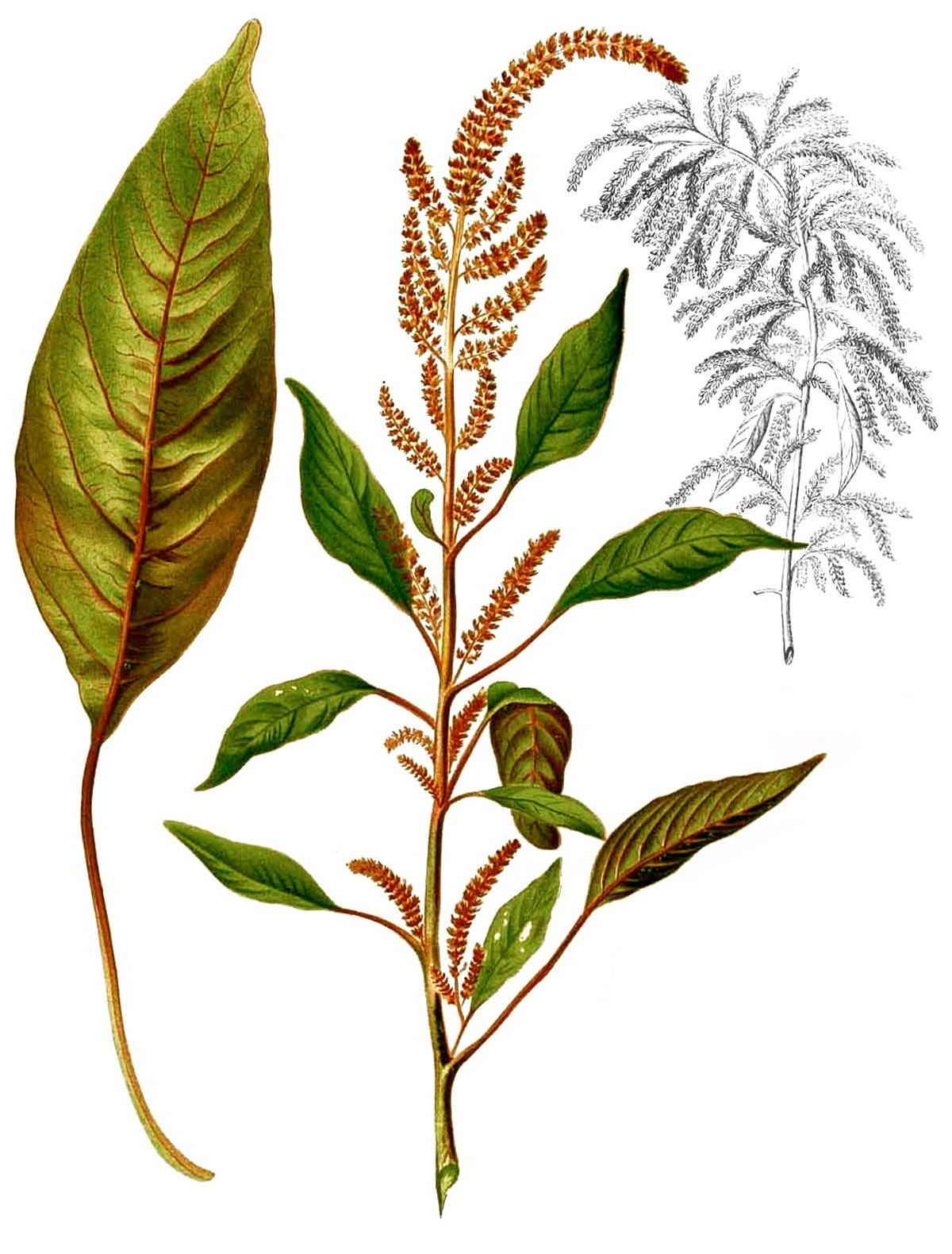
Morfologia

Szarłat wyniosły, szarłat wiechowaty, amarantus, amarant (Amaranthus cruentus L.) – gatunek rośliny z rodziny szarłatowatych. Prawdopodobnie pochodzi z Ameryki Środkowej, obecnie jest uprawiany w wielu rejonach świata.

## Zastosowanie
Roślinę tę uprawiano na nasiona już ponad 4000 lat p.n.e. w Ameryce Północnej i Południowej, w Europie zaś pojawiła się na przełomie XVI i XVII w.. Szarłat ten był, obok kukurydzy, ziemniaka i fasoli, podstawową rośliną uprawną Inków i Azteków. Bywa nazywany „zbożem XXI wieku”. 
Nasiona szarłatu uprawnego mają wysoką wartość odżywczą i są szeroko stosowane w piekarnictwie, przemyśle cukierniczym i farmaceutycznym. Nasiona nie zawierają glutenu, mogą zatem być stosowane w diecie dzieci chorych na celiakię. 
Masa nadziemna roślin może być wykorzystana jako zielonka, susz i kiszonka. Ponadto amarant należy do grupy roślin charakteryzujących się specyficznym mechanizmem fotosyntezy typu C4, o wyższej i sprawniejszej efektywności wiązania CO2 atmosferycznego w porównaniu z roślinami o bardziej rozpowszechnionym mechanizmie fotosyntezy typu C3.
W Polsce ponad 90% upraw znajduje się na Lubelszczyźnie. Od pewnego czasu znów cieszy się popularnością jako surowiec na paszę, mąkę i kaszę bezglutenową, a więc przydatną dla osób uczulonych na tę substancję. Chętnie spożywany też przez wegetarian, gdyż posiada wszystkie aminokwasy egzogenne.

## Nazwa
Łacińska nazwa rośliny jest źródłem nazwy barwy amarantowej, koloru wypustek przy kołnierzach jednego z historycznych polskich mundurów wojskowych. Używa się też zamiennie określenia barwy szkarłatnej.